# Ancretiéville-Saint-Victor
Ancretiéville-Saint-Victor is een gemeente in het Franse departement Seine-Maritime (regio Normandië) en telt 371 inwoners (2011). De plaats maakt deel uit van het arrondissement Rouen.

## Geografie
De oppervlakte van Ancretiéville-Saint-Victor bedraagt 11,4 km², de bevolkingsdichtheid is 32,5 inwoners per km².
De onderstaande kaart toont de ligging van Ancretiéville-Saint-Victor met de belangrijkste infrastructuur en aangrenzende gemeenten.

## Demografie
Onderstaande figuur toont het verloop van het inwonertal (bron: INSEE-tellingen).
1. ↑  Populations de référence 2022.